# 도비야
도비야는 느헤미야와 이스라엘 사람들이 성전을 건축할 때 방해하는 일에 산발랏과 합세한 유대 암몬의 방백이다. 느헤미야가 예루살렘에 없는 동안 도비야는 과거 창고로 사용한 성전 지역의 한 방을 사용하였다. 그는 예루살렘에 있는 제사직들 및 귀인들과 긴밀한 인척 관계를 맺었다. 느헤미야가 총독의 재임을 마치고 페르시아에 다녀왔을 때 도비야의 물건을 내팽개치고 그 방을 정결케 하여 깨끗이 한 후, 다시 기물, 향유,그리고 소제에 드리는 제물 창고로 사용했었다.
대부분의 성경학자들은 그가 3세기 팔레스틴에서 유대 대제사장 직책을 가진 오니아스 집의 경쟁자가 되었던 도비야 집의 조상으로 본다.

## 도비야의 행동에 대한 성경적 설명

### 느헤미야의 재건 노력에 대한 반대
도비야는 암몬 자손의 관리였다(암몬의 총독이었으며 유대인 출신이었을 것으로 추정). 그는 예루살렘을 재건하려는 느헤미야의 노력을 방해하도록 암몬 사람들을 선동했다. 그는 호론 사람 산발랏과 아라비아 사람 게셈과 함께 책략을 써서 느헤미야와 회담을 갖고 싶은 체하면서 베냐민 오노에서 만나자고 그를 초대했다. 그들은 네 번이나 요청했지만 느헤미야는 매번 오기를 거절했다. 이들의 목적은 그에게 겁을 주어 예루살렘 성벽 복구를 완료하지 못하게 하고 그에게 어떤 해를 끼치려는 것이었다.
도비야는 또한 표면적으로는 정치적인 목적으로 유다 지도자 스가냐의 딸과 결혼했고, 그의 아들 여호하난을 또 다른 유다 지도자 므술람의 딸과 결혼시켰다. 이로 인해 그는 어떻게든 유다인들을 이용하여 느헤미야에게 편지를 보낼 만큼 충분한 유다인 연합을 확보했으며, 이는 도비아를 재건 노력에서 막으려는 느헤미야의 결의를 약화시키려는 명백한 시도의 일환으로 그에게 도비아의 "선한 행위"를 알리는 편지를 보냈다. 한편 도비아는 느헤미야에게 직접 위협적인 편지를 보냈다.

### 성전 창고 인수
게다가 도비아는 대제사장 엘리아십과의 관계를 이용했는데, 엘리아십의 손자는 산발랏의 딸과 결혼했다. 그는 새로 건축된 성전에서 사업을 할 수 있도록 성전 창고를 자기에게 임대해 달라고 엘리아십을 설득했다. 이 창고들은 이스라엘 자손이 바치는 소제물과 향과 성전 기물들과 성전 일과 성전 일꾼들의 십일조인 곡식과 새 포도주와 기름을 보관하는 곳이었다. 당시 바빌론에서 페르시아의 아닥사스다 1세를 섬기던 느헤미야는 이 말을 듣고 유다로 돌아가도록 허락해 달라고 요청했다. 돌아와서 그는 즉시 도비야의 모든 물건을 성전 방 밖으로 내던져 버리고, 그 방을 깨끗하게 하고, 원래 있던 모든 것을 다시 제자리에 놓았다.

## 정체
불확실하기는 하지만 암몬 사람 도비아가 성서 외 자료에 언급된 다른 토비아와 관련이 있을 수도 있다. 라기스 오스트라카(Lachish Ostraca)에는 "왕의 종"인 토비아가 언급되어 있다. 요세푸스는 나중에 암몬 지역 주변의 부유하고 영향력 있는 토비아드 가문에 대해 언급한다. 이 가문은 동일한 토비아의 후손이거나 그와 관련이 있을 수 있다.